# Pontevedra (provincie)
Pontevedra is een provincie van Spanje en maakt deel uit van de regio Galicië. De provincie heeft een oppervlakte van 4495 km². De provincie telde 946.311 inwoners in 2021 verdeeld over 62 gemeenten.
Hoofdstad van Pontevedra is de stad Pontevedra.

## Bestuurlijke indeling
De provincie Pontevedra bestaat uit 10 comarca's die op hun beurt uit gemeenten bestaan. De comarca's van Pontevedra zijn:
- O Baixo Miño
- Caldas
- O Condado
- O Deza
- O Morrazo
- A Paradanta
- Pontevedra
- O Salnés
- Tabeirós - Terra de Montes
- Vigo

Zie voor de gemeenten in Pontevedra de lijst van gemeenten in provincie Pontevedra.

## Demografische ontwikkeling
Bron: INE
Opm: Bevolkingscijfers in duizendtallen